# Idee

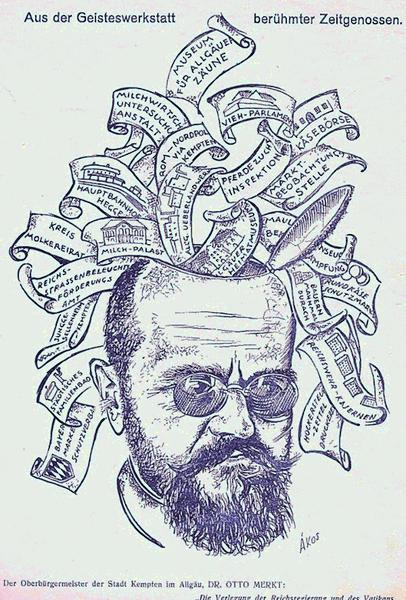
Andor Ákos: Zeichnerische Darstellung des Ideenreichtums von Otto Merkt

Der Ausdruck Idee (von altgriechisch ἰδέα idéa „Gestalt, Erscheinung, Aussehen, Urbild, Konzept, Vorhaben, Modell“) hat allgemeinsprachlich und im philosophischen Sprachgebrauch unterschiedliche Bedeutungen. Allgemeinsprachlich versteht man darunter einen Gedanken, nach dem man handeln kann, oder ein Leitbild, an dem man sich orientiert. Die philosophische Bedeutung wurde zunächst in der Antike von Platon und dem Platonismus geprägt. In der platonischen Ideenlehre sind Ideen unwandelbare, nur geistig erfassbare Urbilder, die den sinnlich wahrnehmbaren Phänomenen zugrunde liegen. Dieses Ideenverständnis wirkte bis in die Neuzeit stark nach, doch erhielt der Begriff „Idee“ in unterschiedlichen philosophischen Richtungen verschiedene Inhalte.

## Begriffsgeschichte

### Antike und Mittelalter
Das altgriechische Substantiv idea bezeichnet ursprünglich das Erscheinungsbild von etwas, was gesehen wird und dabei einen bestimmten Eindruck macht. Es ist als Verbalabstraktum von idein „erblicken“, „erkennen“ (Aorist zu horan „sehen“) abgeleitet. Während im literarischen Schrifttum die Verwendung dieses Worts erst relativ spät – bei Pindar und im Corpus Theognideum – einsetzt, kommt das ältere Substantiv eidos zur Bezeichnung visueller Eindrücke schon in der Ilias häufig vor. Die beiden Wörter werden gewöhnlich synonym gebraucht. Allgemeinsprachlich bezeichnen beide das Aussehen, die Form oder Gestalt, eine äußere Erscheinung, die beispielsweise als schön oder hässlich beschrieben wird. Es ist eine Erscheinung, die auch als bloßer Schein täuschen kann; das Aussehen weckt Erwartungen, die manchmal enttäuscht werden. Nicht nur einzelne Individuen, sondern auch Gruppen und Mengen haben ein bestimmtes eidos, nach dem man sie unterscheiden kann: Es gibt ein königliches und ein sklavenhaftes eidos und ein eidos ethnischer Gruppen.
Die Wörter eidos und idea bezeichnen nicht nur ein Erscheinungsbild, sondern in einem abgeleiteten Sinn auch dessen Träger. Gemeint ist dann eine Art oder ein Typus von etwas: eine Klasse von Personen, Dingen oder Phänomenen, die durch bestimmte – nicht nur optische – Merkmale charakterisiert ist. Beispielsweise ist in der Medizin ein bestimmter Patiententyp ein eidos. Wenn der Begriff zur Bezeichnung eines Typus oder einer Art von etwas dient, kann es sich auch um unanschauliche Gegebenheiten handeln, etwa wenn von verschiedenen Vorgehensweisen, Lebensweisen, Staatsformen oder von Arten der Boshaftigkeit oder des Krieges die Rede ist. Hier geht es um Klassifizierung anhand der Beschaffenheit oder einer Qualität, die allen Elementen einer Gruppe oder Art gemeinsam ist und sich beispielsweise in der Gestalt eines Dings oder in der Vollzugsweise einer Handlung zeigt.
Platon prägte den philosophischen Ideenbegriff. Er führte keine starre Terminologie ein, sondern verwendete für die später so genannten „platonischen Ideen“ (siehe Ideenlehre) neben idea auch andere Ausdrücke, insbesondere eidos, und Umschreibungen. Während sich idea dem ursprünglichen Wortsinn nach auf das sichtbare Erscheinungsbild von etwas bezieht, ist im Gegensatz dazu die platonische Idee das nicht sinnlich Wahrnehmbare, das den sichtbaren Erscheinungen zugrunde liegt. Sie ist aber geistig erfassbar und für Platon in einem übertragenen Sinn „sichtbar“; dies erklärt die Übertragung des Begriffs idea aus dem Bereich der Sinneswahrnehmung in den einer rein geistigen Wahrnehmung. Das geistige „Sehen“, die dem Philosophen mögliche „Schau“ der Ideen, spielt im Platonismus eine zentrale Rolle.
Auch der materialistische Denker Demokrit verwendete den Begriff idea, allerdings in ganz anderem Sinn als Platon. Er bezeichnete die Atome von unterschiedlicher Gestalt, aus denen nach seiner Lehre alles besteht, als ideai (Formen).
Cicero, der platonisches Gedankengut in der lateinischsprachigen Welt verbreitete, trug dazu bei, dass idea auch in der lateinischen Literatur ein philosophischer Fachbegriff wurde. Er schrieb das Wort noch als Fremdwort in griechischer Schrift, bei späteren Autoren erscheint es meist in lateinischer Schrift. Im Lateinischen wurde das, was griechische Denker unter eidos oder idea verstanden, auch mit Ausdrücken wie forma („Form“), figura („Gestalt“), exemplar („Muster“), exemplum („Muster“, „Vorbild“) und species („Gestalt“, „Muster“, „Art“) wiedergegeben. Seneca sprach von „platonischen Ideen“ (ideae Platonicae). Der spätantike Übersetzer und Kommentator von Platons Dialog Timaios, Calcidius, verwendete auch Ausdrücke wie archetypus, archetypum exemplar oder species archetypa („urbildliches Muster“).
Der Kirchenvater Augustinus meinte, die Bezeichnung „Ideen“ habe zwar erst Platon eingeführt, der Inhalt dieses Begriffs müsse aber schon lange vor ihm bekannt gewesen sein. Ins Lateinische sei „Idee“ mit forma oder species zu übersetzen; auch die Übersetzung ratio sei akzeptabel, wenn auch nicht genau, da ratio eigentlich dem griechischen Wort logos entspreche.
Mittelalterliche Philosophen und Theologen übernahmen die antike lateinische Terminologie der Ideenlehre, die ihnen vor allem Augustinus, Calcidius und Boethius vermittelten. Zur Bezeichnung der platonischen Ideen verwendeten sie neben dem latinisierten griechischen Wort idea auch die schon in der Antike gebräuchlichen rein lateinischen Ausdrücke, vor allem forma.

### Neuzeit
In der christlichen Schulphilosophie der Frühen Neuzeit, auch bei den Jesuiten, verstand man unter Ideen in erster Linie die Urbilder im Geist Gottes, nach denen er die Welt geschaffen habe, aber auch – in Analogie dazu – Entwürfe im menschlichen Geist, die der Verwirklichung von Werken vorausgehen. In einem weiteren Sinne bezeichnete man im 17. Jahrhundert als Ideen die Prinzipien im menschlichen Bewusstsein, nach denen es Erkenntnisobjekte identifiziert und ordnet, und allgemein von der Vorstellungskraft hervorgebrachte mentale Inhalte (phantasmata), darunter Gedächtnisinhalte. René Descartes definierte „Idee“ im weitesten Sinne als Bewusstseinsinhalt jeglicher Art. An diesem weiten Begriffsverständnis orientierte sich der allgemeine Sprachgebrauch. Das von idea abgeleitete französische Wort idée diente generell zur Bezeichnung von Vorstellungen und Gedanken. Im Deutschen wurde im 17. Jahrhundert noch oft das lateinische idea als Fremdwort für „Vorstellung“ und „Gedanke“ verwendet, daneben aber auch das französische idée, das dann als „Idee“ eingedeutscht wurde und sich in dieser Form schließlich durchsetzte.
Im heutigen allgemeinen, nichtphilosophischen Sprachgebrauch bezeichnet „Idee“ einen Gedanken, nach dem man handeln kann, eine Vorstellung oder Meinung. Oft handelt es sich um einen Einfall, einen neuen, originellen, manchmal geistreichen oder witzigen Gedanken, den man in die Tat umsetzen kann. In diesem Sinne kann das Wort die Bedeutung von „Plan“ und „Absicht“ erhalten. Als Idee bezeichnet man auch den gedanklichen Entwurf zu einer Erfindung, einem Kunstwerk oder einer literarischen Schöpfung; in diesem Sinne sprach schon Goethe von seinen Ideen. Manchmal ist ein Prinzip gemeint, ein Leitbild oder ein Grundgedanke, der das Denken und Handeln einer Person bestimmt, beispielsweise „die Idee der Freiheit“ oder „die europäische Idee“. In der Musik kommt für ein Kernthema oder Leitmotiv eines mehrteiligen Werks die Bezeichnung „Idee“ vor.
Umgangssprachlich ist eine Idee auch eine kleine Menge (zum Beispiel: Man füge nach Umrühren des Teigs noch eine Idee Zucker hinzu) oder etwas, was nur einen geringfügigen Unterschied ausmacht (zum Beispiel: eine Idee lauter).

## Philosophie

### Antike

#### Platon
Die philosophische Ideenkonzeption geht auf Platon zurück. Daher spricht man von „platonischen Ideen“ und von Platons Ideenlehre. Die Einführung der Ideenlehre, die in Platons frühen Werken noch nicht vorkommt, wird häufig als die Trennlinie zwischen dem von Platons Lehrer Sokrates mitgeprägten Gedankengut der Anfangszeit und einer völlig eigenständigen platonischen Philosophie gesehen. Allerdings bereitet Platon seine Äußerungen zu den Ideen nicht systematisch auf, er präsentiert nirgends ein kohärentes Lehrgebäude. Daher ist der gängige Begriff „Ideenlehre“, der nicht von Platon stammt, etwas problematisch. Außerdem weist Platon selbst auf Schwächen der Ideenkonzeption hin.
Platon geht davon aus, dass der Bereich des sinnlich Wahrnehmbaren einem realen und eigenständig existierenden Reich der Ideen, das nur auf geistigem Weg erkannt werden kann, nachgeordnet ist. Ideen sind beispielsweise „das Schöne an sich“, „das Gerechte an sich“, „der Kreis an sich“ oder „der Mensch an sich“. Die Ideen, nicht die Objekte der Sinneserfahrung, stellen die eigentliche Wirklichkeit dar. Nur ihnen kommt das wahre Sein zu. Im Gegensatz zu den Sinnesobjekten sind die Ideen vollkommen und unveränderlich; sie unterliegen nicht dem Entstehen, dem Wandel und dem Vergehen. Die Existenzweise der sinnlich wahrnehmbaren Gegenstände hingegen ist durch Mangelhaftigkeit charakterisiert. Beispielsweise weist ein Einzelding immer nur eine begrenzte, relative Schönheit auf; es kann von etwas Schönerem übertroffen werden. Außerdem kann ein schönes Sinnesobjekt seine Schönheit im Lauf der Zeit einbüßen. Die Idee des Schönen hingegen ist solchem Mehr oder Weniger entzogen, denn das Schöne als Idee ist absolut (ohne Abstufung oder Einschränkung) schön.
Da Ideen in höherem Maße wirklich sind als die sinnlich wahrnehmbaren Einzelgegenstände, kommt ihnen ontologisch (in der Lehre von der Hierarchie der seienden Dinge) ein höherer Rang zu als den Sinnesobjekten. Die Ideen sind den Sinnesobjekten aber nicht nur aufgrund ihrer Vollkommenheit überlegen und in der Seinshierarchie übergeordnet, sondern sie sind auch die Ursache von deren Existenz. Sie sind die Urbilder, die Sinnesobjekte sind ihre Abbilder. Jedes Sinnesobjekt verdankt sein Dasein dem objektiven Sein der ihm zugrunde liegenden Idee, beispielsweise ein Pferd der Idee des Pferdes. Seine jeweilige besondere Beschaffenheit erhält es von den verschiedenen Ideen, die an seiner Gestaltung beteiligt sind und ihm die Gesamtheit seiner Merkmale (Größe, Farbe usw.) verleihen. Jedes Phänomen der physischen Welt hat „Anteil“ an denjenigen Ideen, deren Einwirkung es unterliegt. Die jeweilige Art dieser „Teilhabe“ (Methexis) bestimmt, in welchem Maße etwas über die besondere Eigenschaft verfügt, die es von einer bestimmten Idee empfängt: Wie gerecht ein Mensch ist, ergibt sich aus der Art seiner Teilhabe an der Idee des Gerechten. Somit bewirken die Ideen, dass die einzelnen Sinnesobjekte so sind wie sie sind. Jede Idee, an der ein Objekt Anteil hat, ist in diesem anwesend.
Das Denken des Philosophen soll sich auf die Ideen richten. Wegen der Allgemeinheit und Unveränderlichkeit ihrer Natur sind sie diejenigen Objekte, von denen man echte Erkenntnis erlangen kann, denn alles Wissen beruht auf Einsicht in etwas Allgemeingültiges und zeitunabhängig Wahres, nicht auf Beobachtung von Zufälligem und Vereinzeltem. Das Besondere, Individuelle kann nur vom Allgemeinen her verstanden und richtig eingeordnet werden. Somit entspricht der seinsmäßigen (ontologischen) Höherrangigkeit der Ideen eine erkenntnismäßige (epistemische). Erkenntnis von Ideen kann man erlangen, indem man von den unwesentlichen Besonderheiten des einzelnen Phänomens abstrahiert und seine Aufmerksamkeit auf das Allgemeine richtet, das einer Anzahl von Einzeldingen zugrunde liegt und gemeinsam ist.
Die Ideenkonzeption Platons ist somit der Auffassung entgegengesetzt, dass die Einzeldinge die gesamte Wirklichkeit ausmachen und hinter den Allgemeinbegriffen nichts steht als ein menschliches Bedürfnis, zur Klassifizierung der Phänomene Ordnungskategorien zu konstruieren.

#### Aristoteles
Während die Platoniker an der Ideenkonzeption Platons festhielten, fand sie in den anderen antiken Philosophenschulen keinen Anklang. Aristoteles setzte sich intensiv mit ihr auseinander und versuchte sie zu widerlegen. Insbesondere machte er geltend, dass die Annahme einer ontologischen Kluft zwischen Ideenwelt und Sinneswelt mit der Behauptung, die Sinneswelt sei ein Erzeugnis der Ideenwelt, unvereinbar sei, denn es gebe nichts, was eine solche Kluft überbrücken und damit eine Einwirkung der Ideen auf die Sinneswelt ermöglichen könnte („Chorismos“-Argument). Außerdem seien die scheinbar „allgemeinen“ Ideen, wenn sie separat existierten, nichts Allgemeines, sondern nur eine besondere Art von abgesonderten, einzelnen Dingen. Daher könne die Ideenlehre das Besondere nicht auf Allgemeines zurückführen. Da sie keine Erklärung für die Existenz der Sinnesobjekte biete, erfülle sie nicht den Zweck, zu dem sie eingeführt worden sei. Die Vorstellung von separaten Ideen neben den Sinnesobjekten führe nur zu einer hypothetischen Verdoppelung der Welt, die zum Verständnis der Wirklichkeit nichts beitrage und daher unnötig sei. Außerdem seien Ideen, wenn sie wie Einzeldinge separat existierten und daher einzeln und nicht allgemein seien, undefinierbar, denn nur das Allgemeine könne definiert werden. Folglich seien solche Ideen auch unerkennbar. Auch wenn Ideen und Einzeldinge ähnlich seien, folge daraus nicht, dass die Ideen die Urbilder der Einzeldinge sein müssen und diese ihnen nachgebildet sind. Die Vorstellung der Teilhabe sei nicht durchdacht; es handle sich nicht um eine philosophische Erklärung, sondern nur um ein leeres Wort, eine poetische Metapher.

#### Mittel- und Neuplatonismus
Die Mittelplatoniker verbanden die Ideenkonzeption mit ihren Vorstellungen vom göttlichen Walten im Kosmos. Sie unterschieden zwischen der höchsten, absolut transzendenten Gottheit, die in keiner direkten Beziehung zur sinnlich wahrnehmbaren Welt steht, und dem ihr untergeordneten Schöpfergott, dem Demiurgen. Der Schöpfergott galt als Wirkursache der Sinnesobjekte, in den Ideen sah man die paradigmatische (urbildliche) Ursache, in der Materie die Stoffursache. Dies wird in der Forschung als die mittelplatonische „Drei-Prinzipien-Lehre“ bezeichnet. Meist betrachteten die Mittelplatoniker die Ideen als Gedanken des transzendenten Gottes oder des Schöpfergottes. Dabei standen sie unter dem Einfluss der Theologie des Aristoteles, der zufolge Gott sich selbst denkt und dies seine einzige Tätigkeit ist. Es gab aber auch die Ansicht, dass den Ideen eine eigenständige Existenz unabhängig vom göttlichen Intellekt zukomme. Dem mittelplatonischen Modell schloss sich der stark vom Platonismus beeinflusste jüdische Denker Philon von Alexandria an. Er identifizierte den „Ideenkosmos“, der das erste Abbild Gottes sei, mit Gottes Vernunft, dem göttlichen Logos. Der Logos sei die gedachte Welt, nach deren „höchst gottähnlichem“ Vorbild Gott die sichtbare Welt geschaffen habe. So erhalten die Ideen bei Philon die Rolle der vermittelnden Instanz zwischen dem transzendenten Gott und der geschaffenen Welt.
Die Neuplatoniker nahmen eine dreiteilige Grundstruktur der geistigen Welt mit drei hierarchisch geordneten Prinzipien an: Zuoberst steht das absolut transzendente „Eine“, darunter der überindividuelle Geist oder Intellekt (Nous), gefolgt vom seelischen Bereich. In der Nouslehre gingen die Neuplatoniker von Überlegungen des Aristoteles aus, der allerdings nicht zwischen dem Einen und dem Nous unterschieden hatte. Nach der neuplatonischen Lehre ist der vollkommene Nous die Welt des reinen Denkens. Sein Denken kann sich nur auf etwas richten, was ihm an Vollkommenheit nicht nachsteht, denn wenn er etwas ihm Untergeordnetes dächte, was nicht so vollkommen ist wie er selbst, würde dies seine Vollkommenheit beeinträchtigen. Das Eine kann er nicht denken, da es wegen seiner Transzendenz dem Denken prinzipiell entzogen ist. Somit kann er nichts anderes denken als sich selbst, das heißt: das, was in ihm ist. Daher sind die Objekte des reinen Denkens ausschließlich die eigenen Inhalte des Nous in ihrer Gesamtheit. Daraus ergibt sich aus neuplatonischer Sicht, dass der Nous aus nichts anderem als der Gesamtheit der platonischen Ideen besteht und dass er der einzige ontologische Ort der Ideen ist. Diese Position formuliert Plotin, der Begründer des Neuplatonismus, in seinem berühmten Lehrsatz: Die Ideen existieren nur innerhalb des Nous. Damit markiert er einen wesentlichen Unterschied zwischen Mittel- und Neuplatonismus. Die im Mittelplatonismus vorherrschende Auffassung war, die Ideen seien etwas vom Nous Produziertes und ihm somit Untergeordnetes. Daher verortete man die Ideen in einem separaten Bereich außerhalb des Nous. Zwar gab es schon vor Plotin Ansätze zu einer Theorie von der Immanenz der Ideen im Geist, doch hat er als erster das Konzept der Identität der Ideen mit dem Nous konsequent durchgeführt und begründet, was bei seinen Zeitgenossen als Neuerung galt.

#### Augustinus
Der Kirchenvater Augustinus übernahm die Grundzüge der platonischen Ideenlehre einschließlich des Teilhabe-Konzepts. Er stellte fest, die Ideen seien ungeschaffen und unvergänglich. Sie seien die Gründe (rationes) der Dinge; alles Entstehende und Vergehende sei nach ihrem Muster gestaltet und erhalte von ihnen die Gesamtheit seiner Merkmale. Ihr Ort sei die göttliche Vernunft (divina intelligentia). Mit dieser Verortung der Ideen übernahm Augustinus ein mittelplatonisches Modell, das er christlich umdeutete, indem er es mit der Trinitätslehre verband. Die göttliche Vernunft, in der die Ideen enthalten seien, identifizierte er als das fleischgewordene Wort Gottes, Jesus Christus. Das Wort Gottes sei die nicht geformte Form aller geformten Einzeldinge. Zugleich sei es auch eine Aussage Gottes über sich selbst. In seinem Wort – und damit auch in den Ideen – erkenne Gott sich selbst. Auch die menschliche Erkenntnis fasste Augustinus als Erkenntnis der Ideen auf. Auf der Ideenerkenntnis beruhe das Wissen, ohne sie könne man keine Weisheit erlangen. Möglich sei die menschliche Ideenerkenntnis durch Teilhabe (participatio) am Wort Gottes. Die unwandelbaren Wahrheiten, zu denen der Mensch dadurch Zugang erhalte, seien in ihm selbst angelegt und nicht aus Sinneswahrnehmung abgeleitet. Die Sinneswahrnehmung weise ihn nur auf das in ihm bereits latent vorhandene Wissen hin, so dass er sich dessen bewusst werde.

### Mittelalter
Bis um die Mitte des 12. Jahrhunderts war in der lateinischsprachigen Gelehrtenwelt West- und Mitteleuropas von den Werken Platons ausschließlich der Dialog Timaios bekannt, der überdies nur in den unvollständigen lateinischen Übersetzungen von Calcidius und Cicero zugänglich war. Die Rezeption der Ideenlehre erfolgte vorwiegend über spätantike Schriftsteller, die das Konzept dem Mittelalter in mittel- und neuplatonisch geprägter Gestalt vermittelten. Sehr einflussreiche Übermittler des platonischen Gedankenguts waren neben Augustinus und Calcidius, der auch einen viel beachteten Kommentar zum Timaios verfasst hatte, der neuplatonisch orientierte Theologe Pseudo-Dionysius Areopagita sowie Boethius, Macrobius und Martianus Capella. Eine nachhaltige Wirkung erzielte vor allem die Bestimmung der Ideen als überzeitliche Urbilder („Formen“), die im Geist Gottes vorhanden sind und nach deren Muster er die Sinnesobjekte erschafft. Die Abbilder der Ideen in den geschaffenen Dingen nannte man „Entstehungsideen“ (formae nativae). Von den Ideen als Urbildern unterschied man die Ideen, die Einzeldingen gemeinsam sind und mit den Begriffen von Gattung und Art erfasst werden (formae communes, ideae communes).
Die Kritik des Aristoteles an der platonischen Ideenlehre war schon im 12. Jahrhundert den Gelehrten der Schule von Chartres bekannt. Seine Auffassung wurde von den hoch- und spätmittelalterlichen Theologen und Philosophen insofern geteilt, als sie den Ideen keine eigenständige Realität zuerkannten, sondern sie im göttlichen Intellekt verorteten. Thomas von Aquin († 1274) nahm zwar Ideen als Schöpfungsprinzipien im Geist des Schöpfergottes an, zog aber eine eigene Ursächlichkeit der Ideen im Schöpfungsprozess nicht in Betracht. Er meinte, sie seien nur Formursachen, Wirkursache sei der Wille Gottes. Thomas kritisierte Platons Lehre von den „abgetrennten, durch sich selbst seienden Ideen“, wobei er sich auf Aristoteles berief.
Eine noch stärkere Distanzierung von der platonischen Ideenlehre brachte der spätmittelalterliche zeichentheoretische Nominalismus oder Konzeptualismus. Die Vertreter dieser Richtung bekämpften im „Universalienstreit“ den traditionell vorherrschenden Begriffsrealismus (Universalienrealismus, auch kurz „Realismus“ genannt). Dabei ging es um die Frage nach dem Wirklichkeitsbezug von Universalien (Allgemeinbegriffen) und damit um die Existenz von platonischen Ideen. Begriffsrealisten waren die Vertreter der herkömmlichen platonisch-augustinischen oder aristotelischen Lehren. Sie meinten, dass die Allgemeinbegriffe etwas objektiv real Existierendes bezeichnen. Diese Annahme ist die Ausgangsbasis aller mittelalterlichen Ideenkonzeptionen, die auf der traditionellen platonisch-augustinischen Lehre fußen. Sie ist auch die Voraussetzung der aristotelischen Vorstellung von Formen, die zwar nicht wie die platonischen Ideen eigenständig existieren, aber immerhin in den Sinnesobjekten als objektive Gegebenheiten real vorhanden sind. Nach der Auffassung der Nominalisten hingegen sind die Allgemeinbegriffe nur „Namen“ (nomina), das heißt Zeichen, die der menschliche Verstand für seine Tätigkeit benötigt. Demnach hat das Allgemeine eine subjektive, rein mentale Realität im Denken und nur dort. Eine ontologische Relevanz kommt ihm nicht zu. Wilhelm von Ockham, der Wortführer des zeichentheoretischen Nominalismus im 14. Jahrhundert, spricht den Ideen auch im Geist Gottes eine eigene Realität ab. Für ihn bezeichnet der Ausdruck „Idee“ nur ein Erkenntnisobjekt, insoweit es erkannt ist; er besagt nur, dass etwas erkannt ist, bezieht sich also nicht auf den Gegenstand als solchen, sondern auf die Tatsache seines Erkanntseins.

### Frühe Neuzeit
Einen scharfen Bruch mit der platonischen Tradition vollzog René Descartes. Er verwarf die Vorstellung, es gebe im göttlichen Geist ein Reich von Ideen, die als Muster der erschaffenen Sinnesobjekte dienen. Ein Denken Gottes, das dem Erschaffen vorangeht, hielt Descartes für unmöglich, da Gott absolut einfach und sein Erkennen mit seinem Wollen identisch sei. Daher verwendete er den Begriff „Ideen“ nicht im platonischen Sinne, sondern nur zur Bezeichnung menschlicher Bewusstseinsinhalte. Dazu zählte er neben den Wahrnehmungsinhalten und den vom Bewusstsein erzeugten Phantasieprodukten auch die „eingeborenen Ideen“ (ideae innatae), die potentiell im Bewusstsein vorhanden seien und für philosophische Erkenntnis benötigt würden. Descartes meinte, die eingeborenen Ideen könnten aus der Potenz in den Akt überführt werden und ermöglichten dann ein apriorisches Wissen. Gegen die Vorstellung von eingeborenen Ideen wandten sich Thomas Hobbes und John Locke. Die von Locke begründete sensualistische Bewusstseinslehre, die George Berkeley und David Hume auf unterschiedliche Weise weiterentwickelten, verneint die Existenz von Bewusstseinsinhalten, die nicht auf Wahrnehmung zurückführbar sind.
Immanuel Kant zählt die Ideen zur Klasse der reinen Begriffe und grenzt sie als notwendige Vernunftbegriffe („transzendentale Ideen“) von den bloßen Verstandesbegriffen ab. Eine Idee kann nach seinem Verständnis nur in der Vernunft entstehen, welche ihrer Natur gemäß die Existenz von Ideen fordert. Ideen sind Begriffe a priori. Ihr charakteristisches Merkmal ist, dass sie sich auf das Unbedingte beziehen, das den Bereich aller möglichen Erfahrung notwendig übersteigt. Daher kann eine Idee in theoretischer Hinsicht, als Idee der spekulativen Vernunft, niemals eine nachweisbare objektive Realität außerhalb von sich selbst erlangen; als Schlüssel zu möglichen Erfahrungen kommt sie nicht in Betracht, im Bereich der Sinneswahrnehmung entspricht ihr nichts. Eine ontologische Bedeutung haben die Ideen für Kant nicht, wohl aber eine regulative Funktion für das Erkennen und Handeln. Objektive Realität weist er ihnen nur im Bereich des Praktischen zu, wobei er ausdrücklich an Platon anknüpft. Er bezeichnet die moralischen Ideen als Urbilder der praktischen Vernunft, die als Richtschnur des sittlichen Verhaltens dienen. Außerdem nimmt er „ästhetische Ideen“ als besondere Ideenart an.

### Moderne

#### Hegel
Hegel setzt sich mit der Ideenlehre Platons auseinander und würdigt die Pionierrolle des antiken Philosophen. In Hegels philosophischem System, vor allem in seiner Logik, spielt der Begriff Idee eine zentrale Rolle. Er erhält hier einen Inhalt, der von jedem früheren philosophischen Sprachgebrauch abweicht. Hegel definiert die Idee als Wahrheit von Subjektivität und Objektivität und als das Wahre an und für sich, womit er sich von den Lehren abgrenzt, in denen sie als etwas Subjektives, als bloße Vorstellung und als unwirklich erscheint. Mit Wahrheit meint er die Übereinstimmung der Wirklichkeit mit ihrem Begriff, der sie erzeugt. In der Idee sieht Hegel den Begriff, der die Wirklichkeit, die er hervorbringt, mit sich in Übereinstimmung bringt. Er bezeichnet sie als „die Einheit des Begriffs und der Objektivität“. Die Idee ist für ihn wie für Kant als Vernunftbegriff transzendent, sie ist das Unbedingte, von dem „kein ihm adäquater empirischer Gebrauch gemacht werden“ kann. Im Gegensatz zu Kant folgert Hegel daraus aber nicht, dass die Idee ontologisch bedeutungslos ist. Vielmehr führt er den Umstand, dass der Idee „kein kongruierender Gegenstand in der Sinnenwelt gegeben werden“ kann, auf einen Mangel der Sinnesobjekte, nicht der Idee zurück. Jedes einzelne Ding entsteht aus der Idee, und sein Existenzgrund ist es, sie so gut wie möglich auszudrücken.
Im Gegensatz zur platonischen Tradition schreibt Hegel der Idee nicht absolute Ruhe im Sinne von Bewegungslosigkeit zu, sondern eine Bewegung, mit der sie eine Welt endlicher Dinge setzt, die etwas Anderes als sie ist, etwas für sie Äußerliches und insofern ihr Gegenteil. Um ihr Gegenteil setzen zu können, muss sie es in sich selbst enthalten, muss sie in sich auch Unterschied und Teilung aufweisen. Somit umfasst sie das, was sie verneint, ihren eigenen Gegensatz.
Die philosophische Bemühung zielt auf die „absolute Idee“. Diese ist für Hegel „der vernünftige Begriff, der in seiner Realität nur mit sich selbst zusammengeht“ und „in seinem Anderen seine eigene Objektivität zum Gegenstande hat“. „Alles Übrige ist Irrtum, Trübheit, Meinung, Streben, Willkür und Vergänglichkeit; die absolute Idee allein ist Sein, unvergängliches Leben, sich wissende Wahrheit, und ist alle Wahrheit. Sie ist der einzige Gegenstand und Inhalt der Philosophie.“ Die Aufgabe der Philosophie ist es, die absolute Idee in ihren verschiedenen Gestaltungen zu erkennen.

#### Neuere Entwicklungen
Seit dem Ende der Epoche des Deutschen Idealismus haben eine Reihe von Philosophen – insbesondere Vertreter des Neuidealismus, Neuhegelianismus, Neukantianismus und Neuthomismus – den Ideen eine wesentliche Funktion im Rahmen ihrer ontologischen, erkenntnistheoretischen oder ethischen Konzepte zugewiesen, wobei sie von unterschiedlichen Bestimmungen des Begriffs Idee ausgingen. Solche Strömungen bestehen bis in die Gegenwart. Gegen die Ideenkonzeptionen metaphysischer Theorien erhoben  jedoch schon im 19. Jahrhundert Positivisten, Linkshegelianer und Marxisten heftigen Widerspruch. Ein entschiedener Gegner der platonischen Ideenlehre war auch Nietzsche, der im Rahmen seiner Polemik gegen den Platonismus auch diese Lehre bekämpfte. Er schrieb in seiner Götzen-Dämmerung, die Geschichte der Ideenlehre sei die Geschichte eines Irrtums, die angebliche „wahre Welt“ der Ideen habe sich als Fabel entpuppt; sie sei „eine unnütz, eine überflüssig gewordene Idee, folglich eine widerlegte Idee“.
In der Philosophie des 20. und 21. Jahrhunderts dominiert die Einschätzung derjenigen Denker, welche dem Begriff Idee jede philosophische Relevanz absprechen. Diese Kritiker machen geltend, man könne mit „Ideen“ nichts erklären, sondern nur eine Illusion von Erklärung erzeugen. Schon die Frage nach einer festen, kontextunabhängigen Bedeutung von „Idee“ sei verfehlt. Es handle sich bei Ideen um rein subjektive Konstrukte, über die keine überprüfbaren Aussagen möglich seien. Daher sei jede Beschäftigung mit ihnen unnütz. In diesem Sinne äußerten sich u. a. Wittgenstein und Quine. Ungeklärt bleiben allerdings die Probleme, die dazu geführt haben, dass der Begriff Idee in die philosophische Terminologie eingeführt und von der Antike bis in die Moderne beibehalten wurde. Dazu zählen die weiterhin offenen Fragen, wie die Allgemeingültigkeit wissenschaftlicher Erkenntnisse zu verstehen ist und wie die Einheit von Begriff und Gegenstand erklärt werden kann.